# Juho Vennola
Juho Heikki Vennola (in precedenza Karhu; Oulu, 19 giugno 1875 – Helsinki, 3 dicembre 1938) è stato un politico finlandese.
Professore di economia all'università di Helsinki e membro del partito progressista nazionale ricoprì la carica di primo ministro due volte: dal 15 agosto 1919 al 15 marzo 1920 e dal 9 agosto 1921 al 2 giugno 1922.
Parlamentare dal 1919 al 1930, fu più volte ministro: del Commercio e Industria (1919), degli Esteri (1922-1924) e del Tesoro (1930-1931). Durante il secondo governo di Pehr Evind Svinhufvud ricoprì la carica di vice-premier dal 18 febbraio al 21 marzo 1931.